# Calodesma itaitubae
Calodesma itaitubae là một loài bướm đêm thuộc phân họ Arctiinae, họ Erebidae.